# Kościół świętych Jana Ewangelisty i Petroniusza w Rzymie
Kościół świętych Jana Ewangelisty i Petroniusza (wł. Chiesa dei Santi Giovanni Evangelista e Petronio) – rzymskokatolicki kościół tytularny w Rzymie.
Świątynia ta jest kościołem rektoralnym parafii San Lorenzo in Damaso oraz kościołem tytularnym.

## Lokalizacja
Kościół znajduje się w VII Rione Rzymu – Regola przy Via del Mascherone 61. Niedaleko świątyni zlokalizowany jest Palazzo Farnese.

## Patroni
Patronami świątyni są święci Jan Ewangelista i Petroniusz, biskup Bolonii z V w.

## Historia
W X lub na początku XI wieku zbudowano w tym miejscu mały kościół, który został wzmiankowany w 1186 roku jako pod wezwaniem św. Tomasza Apostoła. Papież Grzegorz XIII przekazał kościół w 1581 roku wspólnocie emigrantów z Bolonii. Nowi właściciele świątyni przystąpili do jej odbudowy, zmieniono wezwanie kościoła na patronów Bolonii – św. Jana Ewangelistę i Petroniusza. Autorem projektu był boloński architekt Ottaviano Mascherino. Budowa trwała długo, kopuła została ukończona dopiero w drugiej połowie XVII wieku, natomiast fasada została dodana między 1696 a 1701 rokiem. Dekoracja wnętrz trwała do 1735 roku i była autorstwa artystów z Bolonii. Kościół został poświęcony w 1700 roku.
Renowacja kościoła została zakończona w 2000 roku, podczas niej pod kościołem znaleziono archeologiczne dowody na domus z I wieku.

## Architektura i sztuka
Kościół zbudowano na planie kwadratu z dodaną prostokątną apsydą. Ze względu na sąsiedztwo budynków ze ścian zewnętrznych widoczna jest tylko fasada, która nie jest prostopadła do głównej osi kościoła, co powoduje, że lewa ściana boczna jest nieco dłuższa niż prawa. Nad prawą boczną ścianą znajduje się maleńka dzwonnica.
Malowidło w ołtarzu głównym przedstawia Matkę Bożą z Dzieciątkiem i świętymi.

### Kardynałowie prezbiterzy
Kościół świętych Jana Ewangelisty i Petroniusza jest jednym z kościołów tytularnych nadawanych kardynałom-prezbiterom (Titulus Sanctorum Ioannis Evangelistae et Petronii). Tytuł ten został ustanowiony przez Jana Pawła II 25 maja 1985.
- Giacomo Biffi (1985-2015)
- Baltazar Porras (2016-nadal)